# Wohn- und Geschäftshaus Schloßstraße 39
Das Wohn- und Geschäftshaus Schloßstraße 39 in Schwerin, Stadtteile Altstadt, Schloßstraße 39, ist ein
Baudenkmal in Schwerin.

Heute sind im Haus u. a. Geschäfte, Büros und Wohnungen.

## Geschichte

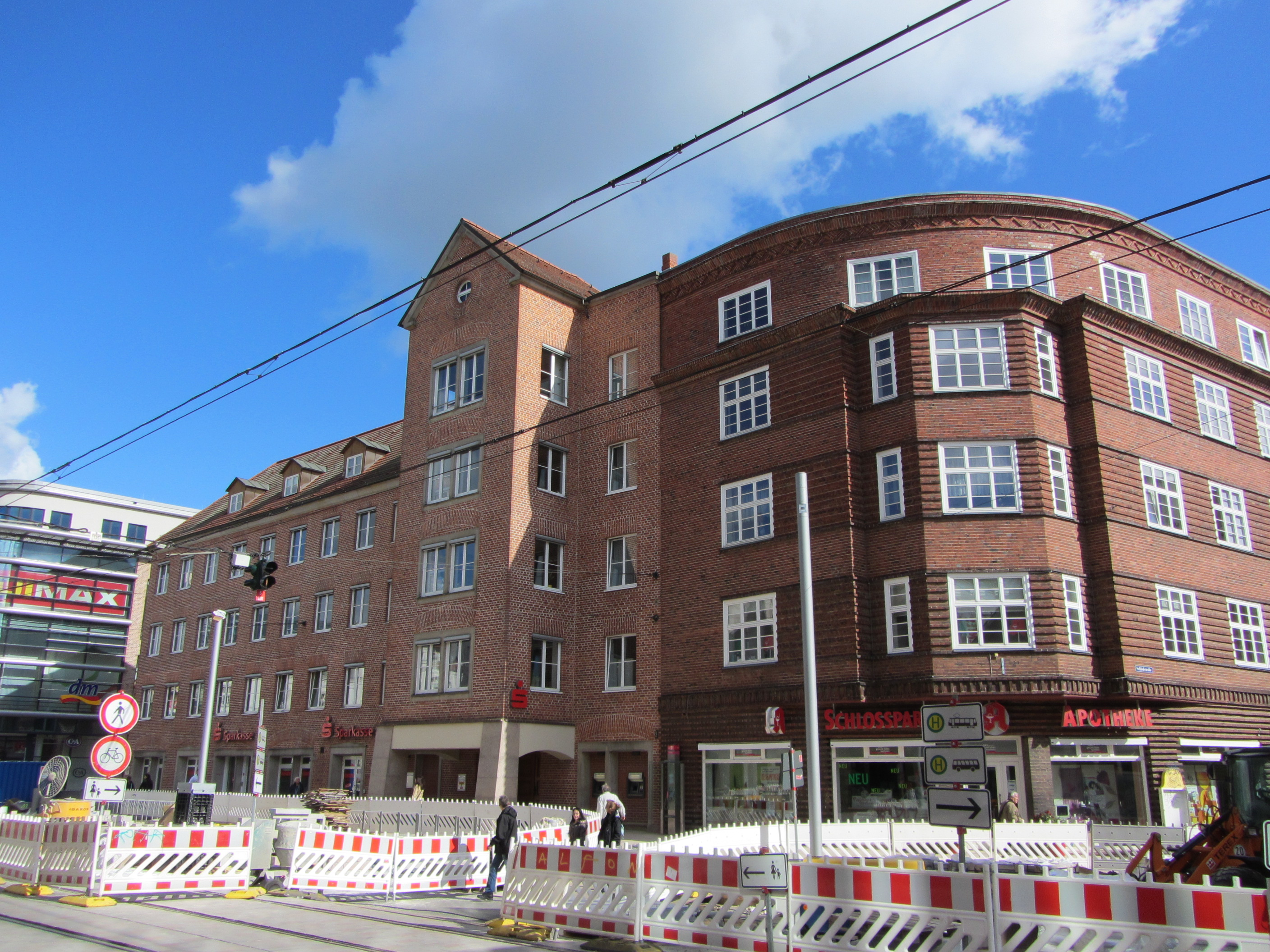
Marienplatz: links Sparkasse in Schwerin, rechts die Nr. 39

Das fünfgeschossige Backsteingebäude von 1931 wurde in leicht expressionistischer Art mit dem prägenden Erker an der Ecke zum Marienplatz und dem überstehenden verzierten Kraggesims nach Plänen von Paul Nehls im Stil der Neuen Sachlichkeit (Bauhausstil) gebaut. Von ihm stammen auch das Geschäftshaus Schloßstraße 32/34 von 1928 und das Wohn- und Geschäftshaus Puschkinstraße 8 von 1934. Er verwendet dabei einen traditionell norddeutschen Backstein oft in Bändern in plastischer Ziegellage.
Im sanierten Gebäude befinden sich Büros der Sparkasse und Geschäfte.